# Heinz Strehl
Heinz Strehl (* 20. Juli 1938 in Nürnberg; † 11. August 1986 ebenda) war ein deutscher Fußballspieler.
Als Stürmer spielte er in den 1960er Jahren für den 1. FC Nürnberg und wurde mit diesem Club 1961 und 1968 Deutscher Fußballmeister. In der Fußball-Bundesliga war er in 174 Spielen aktiv und erzielte 76 Tore, womit er noch heute Rekordtorschütze der Franken in der Bundesliga ist.
Strehl trug zwischen 1962 und 1965 viermal das Trikot der deutschen Fußballnationalmannschaft und nahm mit der Mannschaft an der Fußball-Weltmeisterschaft 1962 in Chile teil, wo er allerdings nicht eingesetzt wurde. Er ist einer von nur sechs Spielern in der Geschichte des DFB-Teams, dem bei seinem Debüt drei Tore gelangen.
Unter der Führung von Max Morlock entwickelte er sich zu einem der besten Mittelstürmer, die je für den 1. FC Nürnberg spielten. Er galt als technisch versiert, lauffreudig und mit einem Torinstinkt versehen.

## Sportlicher Werdegang

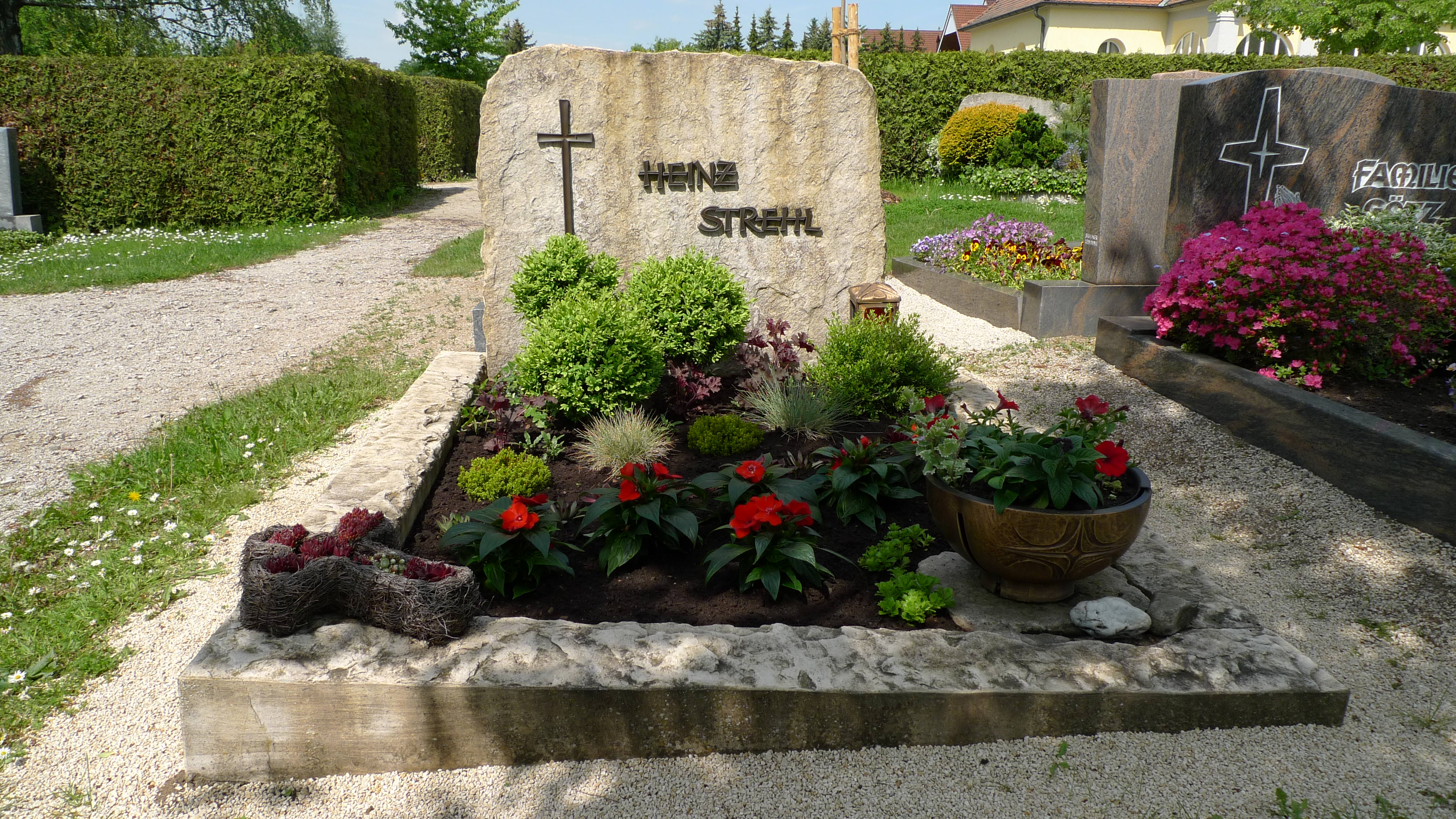
Grab von Heinz Strehl in Kalchreuth

### Oberliga Süd
Der in Nürnberg geborene und im Stadtteil St. Peter aufgewachsene Stürmer spielte ab 1958, als er vom TSV Gleißhammer den Sprung in die Oberliga gewagt hatte, beim Club in der Oberliga Süd. Nach dem Debütjahr 1958/59 war er beständig in der Stammformation und kam bis zum Ende der Oberliga-Ära 1962/63 auf 117 Spiele und 81 Tore für den damaligen deutschen Rekordmeister. Bereits in seiner zweiten Saison 1959/60 wurde er Torschützenkönig im Süden mit 30 Treffern in 28 Spielen. Nach dem Gewinn des Südtitels holte der 1. FC Nürnberg auch noch die deutsche Meisterschaft 1961 in die Noris. Im Süden war Heinz Strehl dabei mit 22 Toren erfolgreich, Rudolf Brunnenmeier und Stein hatten jeweils 23 Treffer erzielt. Beim Finale am 24. Juni 1961 in Hannover gegen Borussia Dortmund, die als Favorit galt, markierte er in der 67. Spielminute mit dem 3:0 den Endstand.
1962 wurde auch dank Strehl im Süden der Titel erfolgreich verteidigt und am 29. August der DFB-Pokal-Sieg – wiederum in Hannover – mit einem 2:1 n. V. gegen Fortuna Düsseldorf zusätzlich gefeiert. Da in der Serie 1961/62 aber auch noch Spiele im Europapokal der Landesmeister zu absolvieren waren, waren Heinz Strehl und seine Kameraden als Vertragsspieler in der Oberliga ständig beschäftigt. Im Europapokal drang Nürnberg bis ins Viertelfinale vor und Strehl wurde mit sieben Treffern einer der fünf Torschützenkönige.

### Bundesliga
Nach dem Übergang in die Bundesliga ab der Saison 1963/64 ging es an jedem Spieltag gegen gleichwertige Konkurrenten.
Im fünften Jahr Bundesliga, 1967/68, gelang dann dem Club mit Strehl und dem als Meistermacher Max Merkel geltenden Trainer der sensationelle Gewinn des Meistertitels. Heinz Strehl trug mit seinen erzielten 18 Toren maßgeblich dazu bei. Ein besonderer Triumph war dabei der 7:3-Heimsieg am 16. Spieltag gegen den FC Bayern München (1:0 durch Strehl).
Herbstmeister wurde diese Mannschaft mit dem Resultat von 11 Siegen, 5 Unentschieden und nur einer Niederlage in 17 Spielen mit 27:7 Punkten.
- siehe auch: Deutschland bei der WM 1962 in Chile